# Lestima
Lestima est un village de la commune de Märjamaa du comté de Rapla en Estonie sur la rive droite (est) de la rivière Teenuse.